# Lauren Halsey
Lauren Halsey (Los Ángeles, 1987) es una artista contemporánea estadounidense. Halsey utiliza la arquitectura y el arte de instalación para mostrar las realidades de los barrios urbanos como el Sur Central de Los Ángeles.

## Trayectoria
Halsey nació en 1987 en Los Ángeles, California. Al principio quería ser jugadora profesional de baloncesto.
Se graduó en 2005 en el Centro de Estudios Enriquecidos de Los Ángeles. Durante cinco años estudió en El Camino Community College en Torrance, California. Posteriormente, desde 2008 hasta 2012, estudió en el Instituto de las Artes de California (CalArts), donde entre sus profesores se encontraba Charles Gaines y donde obtuvo una licenciatura en Bellas Artes. Halsey cuenta entre sus mayores influencias a los artistas Betye Saar, Overton Loyd, Mike Kelley, Dominique Moody y Mark Radford.
Entre 2012 y 2014, estudió en la Universidad Yale, donde obtuvo una maestría en Bellas Artes. En ese mismo periodo, trabajó con colegas en un proyecto titulado Harlem Postcards, que se presentó en The Studio Museum en Harlem, Nueva York. Fue durante este tiempo. que Halsey completó su exposición de tesis en el Instituto de las Artes de California y comenzó el programa en la Universidad de Yale. En 2015, Halsey fue incluida en la exposición United en Coney Island Art Walls, y en la exposición Everything, Everyday en The Studio Museum junto con sus compañeros artistas en residencia Sadie Barnette (también exalumna de CalArts) y Eric Mack. En 2016, diseñó una carroza para el Desfile del Día del Reino en Los Ángeles.
En 2018, participó en una exposición individual en la Fundación Louis Vuitton en París, y en el Museo de Arte Contemporáneo de Los Ángeles (MOCA). Su obra se encuentra en el Museo Hammer.
Fue incluida en la exposición itinerante de 2019 Young, Gifted, and Black: The Lumpkin-Boccuzzi Family Collection of Contemporary Art. Este año, también, colaboró en una colección de zapatillas, calcetines y camisetas para Nike.
Parte de la práctica de Halsey ha consistido en contribuir con el vecindario. Ella participa con el Centro Comunitario Summaeverythang, una iniciativa comunitaria que, durante la pandemia de COVID-19, proporcionó frutas, verduras y otros recursos orgánicos a los lugareños necesitados. Halsey financió la iniciativa a través de sus ahorros personales y de las donaciones en el sitio web Summaeverythang. En julio de 2020, colaboró con Korina Matyas, una amiga de la infancia y ambientalista para formalizar Summaeverythang, una iniciativa para llevar productos orgánicos a los vecindarios desfavorecidos de Los Ángeles. Summaeverythang donó un promedio de 600 cajas de productos orgánicos cada semana durante la temporada 2020.
En 2022, el Museo Metropolitano de Arte encargó a Halsey que fuera el décimo artista encargada de diseñar una obra al aire libre para el jardín de la azotea Iris y B. Gerald Cantor del museo. La exposición prevista se pospuso hasta 2023 debido a retrasos logísticos residuales de la pandemia de COVID-19. Halsey diseñó el lado este del prototipo de arquitectura jeroglífica del centro sur de Los Ángeles (I) (2022-2023), un pabellón cúbico al aire libre inspirado en la arquitectura egipcia, rodeado por cuatro estatuas de esfinges y varias columnas independientes. Las paredes blancas del pabellón y las columnas estaban profusamente grabadas con frases, nombres, dibujos, logotipos y referencias históricas de y sobre la cultura negra, muchas de las cuales hacían referencia específica a la comunidad de Halsey en el centro sur de Los Ángeles. Las esculturas de esfinges y otros bustos de personas que aparecen en el pabellón se basaron en los amigos y la familia de Halsey, incluida su madre Glenda. La instalación estuvo en exhibición desde abril hasta octubre de 2023, después de la exposición, Halsey dijo que pensaba trasladar permanentemente la obra al Centro Sur. En un artículo publicado en The New York Times, el crítico Holland Cotter describió la pieza como "una especie de estación espacial/santuario" y la calificó como "uno de los mejores" encargos para jardines en la azotea del museo.
En 2024, Halsey fue invitada por primera vez para crear una instalación al aire libre para la exposición principal de la 60.ª Bienal de Venecia, Extranjeros en todas partes. Al igual que sus trabajos arquitectónicos anteriores, la instalación Keepers of the crown de Halsey presentó varias columnas blancas altas decoradas con caras y extensos dibujos grabados y textos que hacen referencia a personas y lugares de su comunidad. Las columnas se instalaron con tres bancos blancos decorados de manera similar afuera del edificio principal del Arsenal.

## Reconocimientos
Durante su trayectoria ha recibido numerosos premios y reconocimientos. El Instituto de Artes de California le otorgó a Halsey el Premio de Excelencia en las Artes de la Familia Beutner en 2011. Halsey recibió la beca de la Escuela de Pintura y Escultura Skowhegan para artistas emergentes en 2014. En 2014-15, formó parte del programa de artistas en residencia del Studio Museum de Harlem. Fue reconocida por transformar la Galería Mezzanine con una instalación específica para su exposición titulada Everything, Everyday. Fue beneficiaria de la beca para artistas emergentes de la Fundación Rema Hort Mann en 2015. Recibió el premio William H. Johnson en 2017, año en el que también, recibió el premio Edge del Festival de Diseño de Los Ángeles. En 2018, recibió 100 000 dólares por el Premio Mohn en honor a su excelencia artística. En 2019, Lauren Halsey fue nombrada ganadora del Frieze Art, por el cual recibió 25 000 dólares, financiados por la Fundación Luma, para crear una nueva obra para la próxima edición de la Frieze Art New York. También en 2019, recibió la Beca para Pintores y Escultores de la Fundación Joan Mitchell de Nueva York. En 2021, recibió el premio Gwendolyn Knight | Jacob Lawrence del Museo de Arte de Seattle.